# 托特赛尔道海伊
托特赛尔道海伊（匈牙利語：Tótszerdahely）是匈牙利佐洛州所辖的一个村，总面积12.30平方公里，总人口1178，人口密度95.8人/平方公里（2010年1月1日）。